# OpenCorporates
OpenCorporates é um site britânico que funciona como banco de dados de informações sobre empresas, negócios e pessoas jurídicas de todo o mundo. Apesar dos governos disponibilizarem ao público registros de empresas sediadas em seus países, estes registros são feitos de forma fragmentada e não padronizada. O OpenCorporations reúne estas informações de forma padronizada permitindo uma análise mais completa de empresas e corporações, bem como a forma como estão conectadas em todo o mundo. O site foi criado por Chris Taggart e Rob McKinnon em 2010 e é usado como fonte por jornalistas no mundo inteiro para escrever artigos sobre lavagem de dinheiro e fraudes financeiras no mundo corporativo, como no caso do escândalo Panama Papers. Atualmente o banco de dados do site possui informações de mais de 125 milhões de empresas em 120 jurisdições diferentes.
Em 2017 pela primeira vez o site foi impedido por um governo de coletar dados públicos de empresas. O governo de Quebec impediu o acesso a dados públicos de empresas da região. A empresa britânica a qual o site pertence entrou com um processo judicial contra o governo.